# Semanario Aurora
El Semanario Aurora es el único medio gráfico semanal en español que existe en Israel, que ha cumplido 43 años en 2006. El periódico incluye secciones como política nacional, economía, sociedad, mundo judío, relaciones entre Israel y América Latina y deportes.
Cuenta con un equipo de reconocidos periodistas locales e internacionales como Mario Wainstein y Mariano Man. Su editor general, Arie Avidor, es también el cónsul honorario de Bolivia en Israel.
- Datos: Q6124655